# Federico de Brandsen
Carlos Luis Federico de Brandsen (Parigi, 28 novembre 1785 – Battaglia di Ituzaingó, 20 febbraio 1827) è stato un militare francese, che combatté per la causa rivoluzionaria nelle guerre d'indipendenza sudamericane e sotto la bandiera argentina nella guerra argentino-brasiliana.

## Biografia
Figlio di un medico olandese, Federico de Brandsen si arruolò nel 1811 come sottotenente di cavalleria nell'esercito del Regno d'Italia, partecipando nel 1813 alla campagna militare di Napoleone in Germania; ferito in tre distinte battaglie (Lützen, Königswarth e Bautzen), fu decorato e promosso capitano. Dopo l'abdicazione dell'Imperatore dei Francesi e la dissoluzione del Regno d'Italia Brandsen tornò in Francia, prendendo parte in seguito alla campagna dei Cento giorni, nella quale ricevette un'altra ferita.

### Campagne d'indipendenza del Cile e del Perù
Nel 1817, al termine delle guerre napoleoniche, Brandsen si congedò dall'esercito con il grado di capitano; lo stesso anno conobbe a Parigi Bernardino Rivadavia, che lo convinse ad unirsi alla causa dell'indipendenza americana. Sbarcato a Buenos Aires, il 19 dicembre 1817 il governo delle Province Unite del Río de la Plata gli assegnò il grado di capitano del Reggimento di Granatieri a Cavallo, che era allora impegnato nelle lotte di indipendenza del Cile sotto il comando di José de San Martín. Tra il 1818 e il 1819 partecipò alla campagna militare che culminò nella vittoriosa battaglia del Bío Bío.
Destinato ad un reggimento di Cacciatori a Cavallo, partecipò in seguito alla spedizione in Perù, dove si distinse insieme con Juan Lavalle nel combattimento di Nazca. L'8 novembre 1820 a Chançay Brandsen comandò un assalto di 36 Cacciatori, sconfiggendo 200 realisti e meritando una promozione sul campo. Quando San Martín, divenuto Protettore del Perù, formò il nuovo esercito del paese, Brandsen fu nominato capo del reggimento di Ussari della Legione Peruviana della Guardia, con il grado di tenente colonnello. San Martín mantenne sempre un legame di forte affetto con Brandsen, scambiando con lui una fitta corrispondenza.
Promosso colonnello il 17 settembre 1822, al comando del suo reggimento ottenne una vittoria a Zepita e come comandante della Cavalleria d'Avanguardia dell'esercito peruviano intervenne negli scontri di Sica-Sica e di Ayo-Ayo, nei quali riuscì a respingere l'inseguimento delle forze nemiche salvando i resti dell'esercito sconfitto nelle due occasioni. Tra il 1822 e il 1823 partecipò attivamente alle azioni contro le truppe realiste.
Alla fine del 1823 si schierò con il presidente José de la Riva Agüero nella disputa tra questi e Sucre. Agüero lo promosse generale, ma alla dissoluzione del suo esercito Brandsen fu imprigionato e in seguito mandato in esilio da Simón Bolívar. Il Libertador annullò in seguito l'ordine, ma Brandsen salpò ugualmente con la moglie il 5 marzo 1825 diretto verso il Cile.

### Guerra argentino-brasiliana
Dopo un breve soggiorno a Santiago del Cile Brandsen si trasferì nel Río de la Plata, dove il 23 gennaio 1826 il governo lo mise a capo del I Reggimento di Cavalleria con il grado di tenente colonnello. In questo ruolo partecipò alla guerra argentino-brasiliana, dove la sua capacità professionale rese le sue opinioni molto influenti nei consigli di guerra a cui partecipò. Il 20 febbraio 1827, nella battaglia di Ituzaingó, il suo reggimento affrontò la fanteria brasiliana, che occupava una postazione fortificata, protetta da un profondo fossato. Il comandante in capo, Carlos María de Alvear, gli ordinò di attaccare frontalmente, ma Brandsen replicò che era impossibile ottenere un successo in quelle condizioni. Alvear non accettò le sue osservazioni prudenti e, colpendolo nell'orgoglio, riuscì a convincerlo a porsi alla testa della carica che gli risultò fatale. L'attacco fallì, ma altri ufficiali argentini, correggendo gli errori del loro comandante, riuscirono ugualmente a vincere la battaglia.
Brandsen fu promosso al grado di colonnello dopo la sua morte. I suoi resti si trovano nel Cimitero della Recoleta a Buenos Aires e la sua tomba è stata dichiarata Monumento Storico Nazionale.